# Resolution 1386 des UN-Sicherheitsrates
Die Resolution 1386 des UN-Sicherheitsrates wurde am 20. Dezember 2001 einstimmig verabschiedet, nachdem alle Afghanistan betreffenden Resolutionen (insbesondere 1378 und 1383) erneut ausdrücklich bestätigt wurden. Durch die Resolution wurde die Einrichtung der International Security Assistance Force (ISAF) legitimiert, um die Kräfte der afghanischen Interimsregierung bei der Aufrechterhaltung der Sicherheit in und um Kabul zu unterstützen.

## Hintergrund
Nach dem Sieg der Vereinigten Front (Nordallianz) über die Kräfte der Taliban wurde in der Bonner Vereinbarung am 5. Dezember 2001 durch Repräsentanten aus Afghanistan ein Stufenplan verabschiedet, um ein neues politisches System in Afghanistan zu etablieren. Da die Kräfte der neuen afghanischen Regierung noch zu schwach waren, sollte gemäß Anlage I der Vereinbarung ein Ersuchen an den Sicherheitsrat der Vereinten Nationen gerichtet werden, um eine internationale Schutztruppe unter der Führung der UN aufzustellen, die für die Sicherheit in und um Kabul sorgen sollte.
Nachdem der Außenminister der afghanischen Übergangsregierung Abdullah Abdullah dieses Anliegen in einem Schreiben an den Sicherheitsrat am 19. Dezember 2001 gerichtet hatte, wurde am 20. Dezember 2001 die Resolution 1386 verabschiedet.

## Die Resolution
Durch einstimmige Verabschiedung der Resolution 1386 bekräftige der UN-Sicherheitsrat die vorhergegangenen Resolutionen 1368 vom 12. September 2001 und 1373 vom 28. September 2001 um die internationalen Bemühungen zur Bekämpfung des Terrorismus in Afghanistan zu unterstützen. Die bisherigen Entwicklungen in Afghanistan wurden erfreut zur Kenntnis genommen und man äußerte die Hoffnung, dass alle Afghanen zukünftig alle Rechte und Freiheiten genießen könnten und das Afghanistan frei von Terrorismus und Unterdrückung für Recht und Ordnung und Sicherheit im gesamten Land sorgen könnte.
Unter Bezugnahme auf die Bonner Konferenz, die zur Wiederherstellung dauerhafter staatlicher Institutionen Afghanistan die Prüfung der Errichtung einer internationalen Schutztruppe vorsah und des Schreibens des Außenministers des Islamischen Staates Afghanistans, Abdullah Abdullah, werden durch die Resolution folgende Punkte verabschiedet:
1. Die Genehmigung der Einrichtung einer internationalen Sicherheitsbeistandstruppe.
2. Die Forderung an die Mitgliedsstaaten mit Personal, Material und sonstige notwendige Ressourcen an der Sicherheitsbeistandstruppe beizutragen.
3. Die Ermächtigung zur Ergreifung aller notwendigen Maßnahmen durch die zur Truppe beitragenden Staaten, um den Auftrag der Truppe zu erfüllen.
4. Die Aufforderung an die Truppe, sich während der Durchführung ihrer Aufgaben eng mit der afghanischen Regierung und dem Sonderbeauftragten der UN für Afghanistan abzustimmen.
5. Die Aufforderung an alle in Afghanistan lebenden Menschen mit der Sicherheitsbeistandstruppe und den internationalen staatlichen und nicht staatlichen Organisationen zusammenzuarbeiten.
6. Die Kenntnisnahme der Zusage der an der Konferenz teilnehmenden afghanischen Parteien zum Abzug ihrer militärischen Einheiten aus Kabul und die Aufforderung diese Zusage einzuhalten.
7. Die Aufforderung an die Mitgliedsstaaten der UN und insbesondere der Nachbarstaaten Afghanistans, die erforderliche Hilfe, insbesondere Transit- und Überflugrechte, zu gewähren.
8. Den Hinweis, dass die Übernahme der Kosten der Truppe durch die Mitgliedsstaaten selbst zu erfolgen hat. Zudem wird der Generalsekretär der UN ersucht, einen Treuhandfonds einzurichten, mit dessen Geldern die teilnehmenden Mitgliedsstaaten unterstützt werden können.
9. Dem Ersuchen um regelmäßige Berichterstattung der Führung der Truppe, insbesondere über Fortschritt und die Durchführung von Maßnahmen innerhalb dieses Mandates, an den Generalsekretär der UN.
10. Die Aufforderung an die teilnehmenden Mitgliedstaaten zur gegenseitigen Unterstützung bei Maßnahmen zum Aufbau der afghanischen Sicherheits- und Streitkräfte.
11. Dem Beschluss des UN-Sicherheitsrates die Angelegenheit weiterhin aktiv zu verfolgen.

Das Mandat wurde durch die Resolution erst einmal auf 6 Monate beschränkt.

## Folgezeit
Zwei Tage nach dem Beschluss der Resolution übernahm die International Security Assistance Force (ISAF) unter britischer Führung die in der Resolution festgelegten Aufgaben, um die Sicherheit in Kabul und der Umgebung sicherzustellen. Die Beteiligung von bewaffneten deutschen Streitkräften an den Aufgaben der Sicherheitsunterstützungstruppe wurde dem Deutschen Bundestag am 21. Dezember 2001 vorgelegt und beschlossen. Als erste Maßnahmen wurden die Absicherung der am 11. Juni 2002 beginnenden Loja Dschirga, auf der mit der Etablierung der neuen afghanischen Übergangsregierung begonnen werden sollte, geplant und die Ausbildung der neuen Afghanischen Nationalarmee vorbereitet.